# Pocketwatch
Pocketwatch est une cassette album de Dave Grohl sous le pseudonyme Late!. Sortie en 1992, elle fait partie de la collection Tool Cassette Series du label Simple Machines.

## Liste des chansons
Toutes les chansons sont écrites et composées par Dave Grohl sauf si annotations.
| No  | Titre                                     | Auteur              | Durée |
| --- | ----------------------------------------- | ------------------- | ----- |
| 1.  | Pokey the Little Puppy                    |                     | 4:21  |
| 2.  | Petrol CB                                 |                     | 4:44  |
| 3.  | Friend of a Friend                        |                     | 3:06  |
| 4.  | Throwing Needles                          |                     | 3:20  |
| 5.  | Just Another Story About Skeeter Thompson |                     | 2:05  |
| 6.  | Color Pictures of a Marigold              |                     | 3:13  |
| 7.  | Hell's Garden                             |                     | 3:18  |
| 8.  | Winnebago                                 | Grohl, Geoff Turner | 4:11  |
| 9.  | Bruce                                     |                     | 3:52  |
| 10. | Milk                                      |                     | 2:35  |

## Crédits
- Dave Grohl : chant, guitare, basse, batterie
- Barrett Jones : chœurs sur Petrol CB, production
- Geoff Turner : ingénierie du son, production